# Orcya
Orcya là một chi bướm ngày thuộc họ Lycaenidae.